# Eospalax smithii
Eospalax smithii é uma espécie de roedor da família Spalacidae. É endêmico da China, onde pode ser encontrado nas províncias de Gansu, Shaanxi, e Ningxia.